# Football au Cameroun
Le football est le sport le plus populaire du Cameroun. L'équipe nationale, les Lions indomptables, est l'une des plus titrées d'Afrique avec cinq coupes d'Afrique des nations. Les joueurs camerounais les plus connus sont Roger Milla et Samuel Eto'o.
L'equipe nationales du Cameroun, les Lions Indomptables a été championne olympique en 2000 en battant en finale l'équipe du Brésil et obtient la médaille en argent à la coupe des confédérations de 2003 après avoir perdu quelques jours avant l'un des meilleurs milieux de terrain du monde Marc Vivien Foé.

## Compétitions

### Compétitions nationales
La Fédération camerounaise de football, surnommée Fécafoot, organise le championnat du Cameroun de football depuis 1961. Le club le plus titré est le Cotonsport Garoua, 12 fois champion. Le championnat est renommé MTN Elite One depuis la saison 2007 et le sponsoring par l'opérateur téléphonique sud-africain MTN.
La Coupe du Cameroun de football a été créée en 1960. Le Canon Yaoundé l'a remportée à onze reprises.

### Compétitions internationales
Le Cameroun a organisé la Coupe d'Afrique des nations (CAN) en 1972, à Yaoundé et Douala. La compétition a été remportée par le Congo, les Lions indomptables terminant 3e.
Il a également accueilli la Coupe de la CEMAC en 1988 , 2008 et la coupe d'Afrique de Nations de football féminin 2016
En 2021, Il a organisé le championnat d'Afrique des Nations 2020 et en 2022, Il accueille la coupe d'Afrique des Nations de football Cameroun 2021

## Équipes

### Équipe nationale

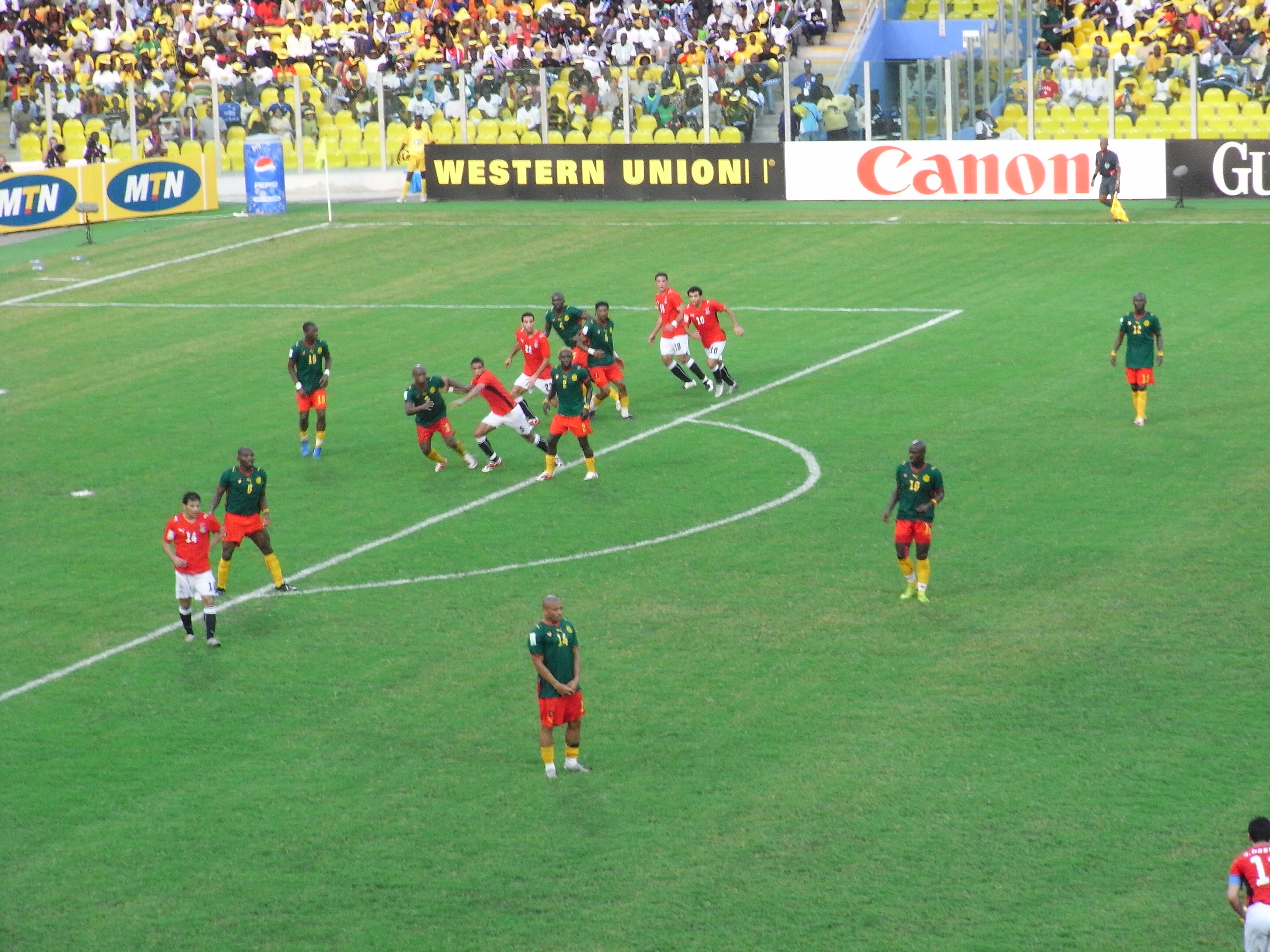
Finale de la CAN perdue face à l'Égypte en 2008.

L'équipe du Cameroun, surnommée les Lions indomptables, est l'une des plus titrées d'Afrique en ayant remporté cinq fois la Coupe d'Afrique des nations de football (1984, 1988, 2000, 2002, 2017). En 1990, le Cameroun devient le premier pays africain à atteindre les quarts de finale de la Coupe du monde. En 2000, il remporte les Jeux olympiques.

## Stades

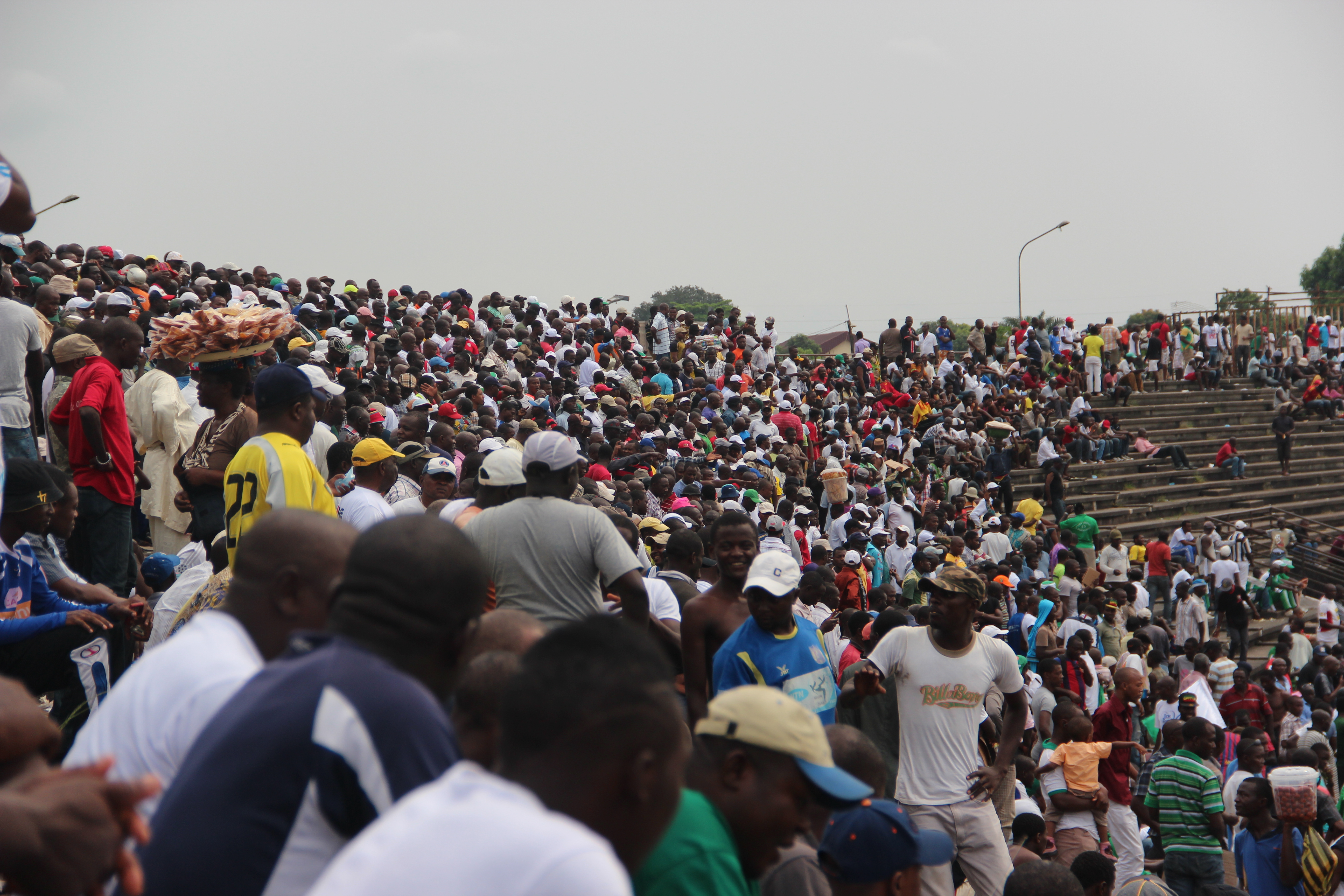
Spectateurs dans les tribunes du stade de la Réunification lors d'un match de championnat.

Le Stade Ahmadou Ahidjo à Yaoundé, de près de 40 000 places, est le principal du pays, il accueille notamment les matchs de l'équipe nationale.
Le Stade de la Réunification, construit pour accueillir la CAN 1972, est le principal stade de Douala, la capitale économique du pays. Il accueille les matchs de championnat des équipes de la ville.
Le Stade de Limbé est un stade de 20 000 places situé à Limbé, ville côtière du Cameroun
Le Stade de Japoma à Douala dans le quartier de Japoma a été inauguré en 2019. Il comporte 50 000 places et accueille des matches de la CAN 2021 au Cameroun

## Football féminin
L'équipe du Cameroun de football féminin dispute son premier match le 15 juin 1991 au Nigéria (défaite 2-0). Elle est vice-championne d'Afrique en 1991, en 2004 et en 2014. puis remporte les Jeux africains en 2011. Elle participe pour la première fois aux Jeux olympiques à Londres en 2012, et se qualifie pour la première fois en coupe du monde pour Canada 2015.